# Club Tenco
Der Club Tenco ist ein italienischer Verein, der 1972 in Sanremo gegründet wurde. Er ist nach dem Cantautore Luigi Tenco (1938–1967) benannt und widmet sich der Förderung des italienischen Autorenlieds. Seit 1974 vergibt er jährlich den Tenco-Preis.

## Geschichte
In Sanremo wurde seit 1951 jährlich das populäre Sanremo-Festival veranstaltet, der wichtigste Popmusikwettbewerb Italiens. Während des Festivals 1967 beging Luigi Tenco, ein junger Cantautore aus Genua, Suizid, nachdem sein Lied Ciao amore ciao aus dem Wettbewerb ausgeschieden war. Dieses traumatische Ereignis, das auch die Diskrepanz zwischen der Musik der Cantautori und der Musik des Mainstreams aufzeigte, erschütterte die italienische Musikszene nachhaltig und Tenco wurde von vielen jungen Menschen zu einer kulturellen Ikone erhoben (siehe Das „Trauma“ Luigi Tenco).
Der Blumenhändler Amilcare Rambaldi, ein Musikliebhaber und nach dem Zweiten Weltkrieg einer der Ideengeber für das Sanremo-Festival, fasste den Entschluss, eine Veranstaltung zur Förderung der Cantautori und ihrer Musik zu organisieren, als eine Art Gegengewicht zum Sanremo-Festival. Sein erster Vorstoß bei der Stadt Sanremo 1971 blieb ergebnislos, doch durch die Vermittlung des Musikkritikers Roberto Buttafava gelang es Rambaldi, Interessenten aus ganz Italien für die Initiative zu gewinnen und Kontakt zu einem bereits bestehenden Club Tenco in Venedig herzustellen. 1972 wurde der neue Club Tenco in Sanremo offiziell gegründet.
Nach einigen kleineren Veranstaltungen mit Cantautori wie Giorgio Gaber, Francesco Guccini oder Roberto Vecchioni richtete der Club im Juli 1974 erstmals die Rassegna della canzone d’autore aus, bei der diverse Cantautori auftraten und der Tenco-Preis vergeben wurde. Mit dem Namen der Veranstaltung wurde der bis dahin noch wenig geläufige Begriff canzone d’autore, „Autorenlied“, institutionalisiert. Großes Anliegen des Clubs war es auch, internationale Singer-Songwriter einzuladen und auszuzeichnen, im ersten Jahr traf es den Franzosen Léo Ferré. Die Preise wurden im weiteren Verlauf bevorzugt an internationale Musiker vergeben, um der Veranstaltung möglichst wenig Wettbewerbscharakter zu verleihen.
Neben der Verleihung des Tenco-Preises startete der Club Tenco eine Reihe weiterer Initiativen, darunter den kurzlebigen Congresso Nuova Canzone (1975–1977), die Vergabe der Targhe Tenco in verschiedenen Kategorien durch eine Journalistenjury (seit 1984) und den Newcomerwettbewerb Il Tenco Ascolta (seit 2008). Der Club Tenco gibt auch das jährliche Magazin Il Cantautore heraus, neben diversen Büchern und CD-Veröffentlichungen.

## Vergebene Preise
- Tenco-Preis (seit 1974)
- Targhe Tenco (seit 1984)